# Jalenques
Jalenques est une ancienne commune française du département de l'Aveyron. 
En 1829, la commune est supprimée et rattachée à Quins, au même moment que la commune de Verdun.

## Démographie
| 1793 | 1800 | 1806 | 1821 |
| ---- | ---- | ---- | ---- |
| 603  | 668  | -    | -    |